# Guillem II de Montclús
Guillem II de Montclús (?-v.1276) va ser un noble català de la Baixa edat mitjana, baró de Montclús. Era fill de Guillem I de Montclús, pertinent al llinatge dels Montclús, anteriorment llinatge dels Montseny, anteriorment llinatge dels Umbert.
|  |                                   |  |  |  |  |  |  |  |  |  |  |  |  |  |  |  |
|  | 16. Guillem Umbert I de Montseny  |  |  |  |  |  |  |  |  |  |  |  |  |  |  |  |
|  |                                   |  |  |  |  |  |  |  |  |  |  |  |  |  |  |  |
|  |                                   |  |  |  |  |  |  |  |  |  |  |  |  |  |  |  |
|  | 8. Riembau I de Montseny          |  |  |  |  |  |  |  |  |  |  |  |  |  |  |  |
|  |                                   |  |  |  |  |  |  |  |  |  |  |  |  |  |  |  |
|  |                                   |  |  |  |  |  |  |  |  |  |  |  |  |  |  |  |
|  | 17. Agnès                         |  |  |  |  |  |  |  |  |  |  |  |  |  |  |  |
|  |                                   |  |  |  |  |  |  |  |  |  |  |  |  |  |  |  |
|  |                                   |  |  |  |  |  |  |  |  |  |  |  |  |  |  |  |
|  | 4. Guillem Umbert III de Montseny |  |  |  |  |  |  |  |  |  |  |  |  |  |  |  |
|  |                                   |  |  |  |  |  |  |  |  |  |  |  |  |  |  |  |
|  |                                   |  |  |  |  |  |  |  |  |  |  |  |  |  |  |  |
|  | 9. Sibil·la                       |  |  |  |  |  |  |  |  |  |  |  |  |  |  |  |
|  |                                   |  |  |  |  |  |  |  |  |  |  |  |  |  |  |  |
|  |                                   |  |  |  |  |  |  |  |  |  |  |  |  |  |  |  |
|  | 2. Guillem I de Montclús          |  |  |  |  |  |  |  |  |  |  |  |  |  |  |  |
|  |                                   |  |  |  |  |  |  |  |  |  |  |  |  |  |  |  |
|  |                                   |  |  |  |  |  |  |  |  |  |  |  |  |  |  |  |
|  | 5. Ramona                         |  |  |  |  |  |  |  |  |  |  |  |  |  |  |  |
|  |                                   |  |  |  |  |  |  |  |  |  |  |  |  |  |  |  |
|  |                                   |  |  |  |  |  |  |  |  |  |  |  |  |  |  |  |
|  | 1. Guillem II de Montclús         |  |  |  |  |  |  |  |  |  |  |  |  |  |  |  |
|  |                                   |  |  |  |  |  |  |  |  |  |  |  |  |  |  |  |
|  |                                   |  |  |  |  |  |  |  |  |  |  |  |  |  |  |  |

Es va casar amb Gueraua de Cabrera, filla de Guerau V de Cabrera. D'aquest matrimoni en van sortir dos fills: Riambau II de Montclús, que va heretar la baronia, i Gueraldó de Montclús, profés a la milícia de l'Hospital de Sant Joan de Jerusalem. Tingué també un fill il·legítim, anomenat el Bord de Montclús, que va ajudar Riambau II en les seves lluites contra l'Hospital de Sant Celoni.
Amb el matrimoni de Guillem amb Gueraua de Cabrera s'iniciava la fusió de les dues cases nobiliàries. Fusió que continuava amb el casament de Ramon de Cabrera, germà de Gueraua, amb Alamanda de Montclús, germana de Guillem. Els conflictes de Riambau amb l'Hospital de Sant Celoni, que requeriren mediació superior, van portar Ramon de Cabrera a reprendre l'antiga pretensió de la casa de Cabrera i d'absorbir la baronia. Pressionat per plets, Riambau va vendre la baronia al seu oncle Ramon, el qual va passar el títol en herència al seu fill Bernat I de Cabrera. La mort de Riambau sense descendència acabaria per segellar la fusió de la baronia de Montclús amb el vescomtat de Cabrera.